# Roland Reutenauer
Roland Reutenauer, est un poète français né en 1943 à Wingen-sur-Moder (Bas-Rhin). Études secondaires et universitaires à Strasbourg. Enseignant à Wimmenau, puis à Westhoffen dans le vignoble alsacien, jusqu’en 1999. Depuis cette date vit à nouveau dans son village natal.
L'essentiel de son œuvre a été publié aux Éditions Rougerie et aux éditions L'herbe qui tremble.
Ses poèmes ont été traduits en italien, allemand, espagnol, roumain, hongrois, vietnamien, indonésien.
Il est lauréat du Prix Antonin-Artaud en 1979 pour Demain les fourches, du Grand prix international de poésie Guillevic – ville de Saint-Malo en 2016 pour l’ensemble de l’œuvre.

## Biographie
Il lit Baudelaire, Rimbaud, Mallarmé, Verlaine et les poètes surréalistes durant ses années de lycée, découvre la poésie contemporaine grâce à René Lacôte, critique aux Lettres françaises, et à son professeur de philosophie.
Son manuscrit de L’Equarrisseur aveugle est accepté et publié en 1975 par l’éditeur Rougerie auquel il demeure fidèle.
Des premiers recueils jusqu’au dernier, sa poésie évolue vers plus de simplicité, plus de lisibilité. Nombre de ses poèmes sont imprégnés par les paysages qui l’environnent : vignes et vergers de Westhoffen, sable et forêts des Vosges du Nord, pays des verriers et des étangs.
« Depuis longtemps l’ouvrage de Reutenauer est de faire venir dans la langue la transparence, c’est-à-dire donc la traversée des apparences qui seule donne à voir au-delà la simple et unanime pulsation de la vie en toute chose. » (Jean-Pierre Siméon, préface à Le Voyage en Argovie)
Michel Deguy salue la « sûreté de son trait ».

## Echos, voyages
Dès 1978, l’écrivain et critique Jérôme Garcin lui consacre un article dans Les Nouvelles Littéraires et rend compte régulièrement de ses publications plus récentes dans Le Nouvel Observateur,,,,, et dans L’Obs.
Dans L'Obs du 04 au 10 janvier 2024, Jérôme Garcin conclut son article sur Une inconnue de passage (éditions L'Herbe qui tremble, 2023) par "Cet ultime recueil d'une âme pure, où sonne l'angélus du soir, est d'une grandeur et d'une mélancolie poignantes".
Jérôme Garcin termine son article dans L'Obs sur Quelques pas hors de l'éternité (éditions L'Herbe qui tremble, 2021) par "Les siens (les mots) sont d'une mélodieuse clarté, ils brillent dans l'obscurité."
A l'occasion de la parution du recueil, Le portail dans les ronces (éditions Rougerie, 2018), Jérôme Garcin souligne la "sûreté impériale du trait" et la "poignante beauté" de ce livre.
Jean-Pierre Siméon, à propos de Avant longtemps, signe un article dans L’Humanité, qu’il intitule Une œuvre d’une humanité profonde. Le 21 mars 2012, il consacre une émission sur France-Culture, Géographie du poème, à trois auteurs des éditions Rougerie : Angèle Vannier, Jean l’Anselme, Roland Reutenauer.
Le 8 avril 2003, lors d’une soirée dédiée à Roland Reutenauer au Théâtre Molière – Maison de la Poésie à Paris, ses poèmes sont dits par François Beaulieu de la Comédie Française.
Ont rendu compte de ses recueils : Alain Bosquet, Max Alhau, Gaspard Hons, Richard Kleinschmager, Albert Ayguesparse, Gérard Bocholier, Claude Michel Cluny, Horia Badescu, Jean-Claude Pirotte, Veneranda Paladino, Gérard Paris, Brahim Hadj Slimane, Lucien Wasselin, André Doms, Jean-Louis Wilbert, Philippe Leuckx, Antoine Wicker, Marie Gerhardy, Denis Heudré, Yves Namur, Dostena Lavergne, Olivier Vossot, Charlène Clonts, Isabelle Baladine Howald, Stéphane Bataillon, Thomas Lepoutre, Isabelle Lévesque, Sabine Dewulf, Jean-Claude Walter...
En 2004, les Centres culturels français de Jakarta et de Yogyakarta le convient à une tournée de lectures et de conférences en Indonésie, et en 2007, il est l’hôte des Centres culturels français d’Alger, d’Oran et de Tlemcen, dans le cadre du Printemps des poètes. Ces voyages lui inspirent un carnet javanais dans Périple et détours et un carnet algérien dans Elégies et pierres de fronde.
Son voyage en Suisse, en 2013, sur les traces de lointains ancêtres, a donné son titre au recueil Le Voyage en Argovie.

## Œuvres
- Une inconnue de passage, Editions de L'herbe qui tremble, 2023
- Quelques pas hors de l'éternité, Editions L'herbe qui tremble, 2021
- Le portail dans les ronces, Éditions Rougerie, 2018
- Le voyage en Argovie, Éditions Rougerie, 2015
- Passager de l’incompris, Éditions Rougerie, 2013
- Elégies et pierres de fronde, Éditions Rougerie, 2009
- Périple et détours, Éditions Rougerie, 2006
- La rivière le chêne, Éditions Rougerie, 2004
- Avant longtemps, Éditions Rougerie, 2001
- Tuyen Tap Tho (choix de poèmes traduits en vietnamien par Diem Chau, éd.Trinh Bay et Garden Grove, 2001
- Un jour ou l’autre, Éditions Rougerie, 1998
- Quittant le poème, éd. Tétras Lyre, 1995
- Biographie des songes, Éditions Rougerie, 1994, Prix wallon de poésie Arthur Praillet
- Chronique des voyages sans retour, Éditions Rougerie, 1991, Prix de l’Académie des Marches de l’Est
- Graminées au vent, Éditions Rougerie, 1988
- Jours contés liqueurs du dasein, Éditions Rougerie, 1986
- Ombres donatrices, Éditions Rougerie, 1984
- L’œil de César, éd. La Galaxie Gutenberg, 1981
- Surfaces de la nuit, Éditions Rougerie, 1980
- Demain les fourches, Éditions Rougerie, 1978, prix Antonin Artaud
- Ouvertes, éd. Origine, 1977
- Chronique du visible et du transparent, Éditions Rougerie, 1976
- L’Equarrisseur aveugle, Éditions Rougerie, 1975